# Antonio Simon Mossa
Antonio Simon Mossa, conosciuto anche col nome sardo e catalano Antoni Simon Mossa (Padova, 22 novembre 1916 – Sassari, 14 luglio 1971), è stato un architetto, politico, giornalista, poeta e scrittore italiano, ideologo ed esponente dell'autonomismo e indipendentismo sardo.

## Biografia
Di origini algheresi, si laureò in architettura ed avviò le proprie attività a Sassari e ad Alghero, dove si interessò al catalano locale ed alla lingua sarda. Scrisse un libro di grammatica algherese e nel settembre del 1959 fondò una scuola in cui, fino al 1970, s'insegnava l'algherese e si conducevano lezioni in catalano di archeologia, storia e cultura sarda. Dal 1961 al 1971 fu presidente del “Centre d'Estudis Algueresos” di cui era stato anche fondatore. Nel 1959 conobbe il fotografo e storico Pere Català i Roca, col quale avviò delle corrispondenze. Mossa intraprese viaggi di studio in Corsica dove ebbe modo di conoscere Petru Rocca; nel 1961 visitò in Catalogna Jordi Pujol i Soley; nel 1964 visitò i Paesi Baschi e la Galizia, l'Alsazia nel 1965, nel 1966 le Fiandre, il Galles e la Scozia, ed infine la Frisia nel 1967.
Nel frattempo, cominciò a partecipare al movimento nazionalista sardo, che aveva cominciato ad assumere molti dei postulati della nuova generazione di sinistra sardista degli anni Sessanta e reinterpretò alcuni argomenti posti da Camillo Bellieni, riformulando il messaggio tradizionale autonomista. Introdusse una nuova teoria basata sul riappropriamento dell'identità sarda, definita come una comunità con storia, lingua e cultura propria in pericolo d'estinzione.
La soluzione per porre fine al "neocolonialismo" italiano sarebbe stata l'adozione di politiche ispirate al socialismo e, una volta ottenuta l'indipendenza dell'isola, costituire una federazione europea in seno alla quale la Sardegna avrebbe così potuto intessere una rete di relazioni autonoma tra i vari stati, e stabilire un rapporto privilegiato con la Catalogna e la Corsica.
Nel 1964, pur facendo parte del Partito Sardo d'Azione, fondò insieme a Giampiero Marras il “Muimentu Indipendhentistigu Revolussionàriu Sardu” e nel 1966 il gruppo clandestino “Sardigna Libera”; nello stesso anno fu anche eletto consigliere comunale del comune di Porto Torres. Morì prematuramente di malattia il 14 luglio 1971.
Antonio Simon Mossa influenzò intellettuali e politici come Giovanni Lilliu, Antonio Ballero de Càndia, Sergio Salvi, Carlo Sechi Ibba e Gustavo Buratti, e le sue idee sono state adottate dall'area autonomista e indipendentista moderna.

## Attività architettonica

### Ad Alghero e Fertilia
- Escala del Cabirol (Scala del Capriolo), rampa di 670 gradini a Capo Caccia verso le Grotte di Nettuno
- Hotel Capo Caccia, Hotel Carlos V, Hotel Porto Conte, Hotel Balear, Hotel El Faro, Hotel Corte Rosada, Hotel La Lepanto, Hotel Coral, Hotel Punta Negra e Hotel Dei Pini
- Restauro dell Hotel Villa las Tronas
- Palau de València, Palau del Sol, Ospedale Civile e Ospedale Marino, Casa di riposo per anziani, Villa Plaisant e Villa Risso
- Villa Padùla a Fertilia
- Piano regolatore di Alghero
- Aerostazione dell'Aeroporto di Alghero-Fertilia, poi adottata dal Ministero dell'Aviazione Civile come modello per la costruzione di una serie di piccoli aeroporti per l'Italia meridionale
- Ristrutturazione della Cattedrale di Santa Maria, Chiesa di San Francesco, cupola della Chiesa di San Michele e Molo vecchio di Turilli
- Chiesa di San Marco ed il Belvedere a mare a Fertilia

### A Sassari, Stintino e Sorso
- Brefotrofio, palazzo Las Floridas, Bar Pirino (attuale bar Maraviglia), Bar Cafezinho, Bar Aroni e la Sede dell'Automobil Club Italiano
- Diverse ville presso San Pietro in Silki
- Ristrutturazione e restauro della Chiesa di San Donato, Chiesa di San Sisto e Chiesa di Sant’Apollinare
- Hotel Cala Reale, Villa dello Svizzero e Villa Silvestrini a Stintino
- Hotel Del Golfo e Villaggio La Plata a Platamona, ristrutturazione Chiesa di San Pantaleo, Asilo Catta, Scuole elementari e Scuole medie a Sorso
- Arredi interni della Libreria storica Messaggerie Sarde

### Nel resto della Sardegna
- Villa G. Muraglia, Perfugas
- Chiesa parrocchiale, Valledoria
- Palazzo comunale, Laerru
- Hotel L'Abi d'Oru e Villa Riccardi ad Olbia
- Hotel Mirage, Hotel Moresco, Hotel Dei Due Mari di Hoeffler, complesso Guardia del Corsaro, Villa Benassi e la Chiesa di Capo Testa a  Santa Teresa Gallura
- Hotel L'Altura a Palau
- Villa Raphael a Porto Raphael
- Villa Riccardi, Villa della Begum, Villa Scano e Villa Fèrgusson ad Arzachena
- Progetto di ampliamento e restauro della Chiesa di Santa Maria Maddalena, a La Maddalena
- Case popolari e Palazzo delle Poste a La Maddalena
- Museo della vita e delle tradizioni popolari sarde e Alloggi popolari INA Casa, ristrutturazione della Chiesa di Santa Maria della Neve e Chiesa della Solitudine a Nuoro
- Residenza degli ufficiali, Perdasdefogu
- Piano regolatore di Oristano, Padria e Thiesi
- Scuola media, San Gavino Monreale

## Opere
- Le ragioni dell'indipendentismo
- Considerazioni sul turismo in Sardegna, 1966
- Note sulla politica turistica (regionale), 1969
- (CA)  Antonio Simon Mossa e Adolf Florensa i Ferrer, L'arquitectura gòtica catalana a Sardenya (L'architettura gotico-catalana in Sardegna)

## Attività cinematografica
- Aiuto regista nel film Bengasi di Augusto Genina, Bassoli Film, 1942.
- Aiuto regista nel film "Marika" di Harry Hasso, Bassoli Film, 1942.
- Aiuto regista nel film "Corsica" di Augusto Genina, Istituto Luce, 1942.

## Attività giornalistica
- Redattore della stazione di Radio Sardegna, il cui direttore era Amerigo Gomez, dal mese di dicembre del 1944 a quello di settembre del 1945 (radiocronache, radioriviste e conversazioni di critica artistica);
- Redattore della rivista "Il Solco", settimanale del Psd'Az, dal mese di ottobre del 1944 a quello di settembre del 1945.